# ریویچی کیمیزوکا
ریویچی کیمیزوکا (به ژاپنی: 君塚良一، Ryoichi Kimizuka) (زادهٔ ۲۱ آوریل ۱۹۵۸) کارگردان و فیلم‌نامه‌نویس اهل ژاپن است.